# The Super Super Blues Band
The Super Super Blues Band è un album degli artisti blues Howlin' Wolf, Muddy Waters e Bo Diddley, pubblicato nel 1968 per la Checker Records.

## Tracce
1. Long Distance Call (McKinley Morganfield) – 9:10
2. Medley: Ooh Baby / Wrecking My Love Life (Ellas McDaniel / Clifton James, Kay McDaniel) – 6:28
3. Sweet Little Angel (Robert Nighthawk) – 6:30
4. Spoonful (Willie Dixon) – 4:10
5. Diddley Daddy (McDaniel) – 5:10
6. The Red Rooster (Dixon) – 7:20
7. Goin' Down Slow (James B. Oden) – 4:47

## Formazione
- Howlin' Wolf – voce, chitarra, armonica
- Muddy Waters – voce, chitarra
- Bo Diddley – voce, chitarra
- Otis Spann – pianoforte
- Hubert Sumlin – chitarra
- Buddy Guy – basso
- Frank Kirkland – batteria
- Cookie Vee – voce